# Penny Pax
Penny Pax, de son vrai nom Kaila Katesh Freas, née le 18 février 1989 à Miami, en Floride, est une actrice américaine de films pornographiques.

## Biographie
Elle a vécu à Hawaï, Sacramento et Pacifica, en Californie, avant de déménager en Nouvelle-Zélande lorsqu'elle était en troisième année. Neuf mois plus tard, elle a déménagé à Fort Lauderdale, en Floride, où elle a vécu pendant treize ans. Elle a travaillé comme maître-nageur sauveteur pendant cinq ans dans différentes piscines du sud de la Floride, y compris celles de l'International Swimming Hall of Fame et du Seminole Hard Rock Hotel and Casino Hollywood .

## Carrière
Penny Pax est entrée dans l'industrie du film pour adultes en novembre 2011. Un agent en Floride, qu'elle n'a jamais rencontré, l'a contactée via Model Mayhem.  En 2012, elle a joué dans le film d'horreur indépendant Bloody Homecoming. En 2013, elle a joué dans The Submission of Emma Marx, qui est vaguement basé sur Fifty Shades of Grey, gagnant plusieurs nominations au cours de 2014.

## Filmographie partielle
- 2012 : Secret Lesbian Diaries
- 2012 : Girl Train 2
- 2013 : Women Seeking Women 90
- 2013 : Women Seeking Women 91
- 2014 : Lesbian Adventures: Wet Panties Trib 6, White Cotton Panties
- 2014 : Lesbian Adventures: Older Women, Younger Girls 5
- 2014 : Girls Kissing Girls 16
- 2015 : Pussy Whipped 3
- 2015 : Lola's First Lesbian Anal
- 2015 : The submission of Emma Marx : boundaries
- 2016 : Asshole Training 2
- 2016 : Kendra and Penny
- 2017 : Lady Boss: Orientation
- 2017 : Lesbian Anal Sex Slaves 3
- 2018 : Girl Kush 3
- 2019 : Women Seeking Women 163

## Distinctions
Récompenses
- XRCO Awards 2015 : Meilleure actrice (Best Actress) pour Wetwork[2]
- AVN Awards 2016 : Meilleure actrice (Best Actress) pour The Submission of Emma Marx: Boundaries (New Sensations Erotic Stories)[3]
- XBIZ Award 2018 : Meilleure actrice dans un film scénarisé (Best Actress - Feature Release) pour The Submission of Emma Marx: Evolved (New Sensations)[4]

Nominations
- AVN Award : Best New Starlet
- XBIZ Award : Best New Starlet
- XBIZ Award : Best Scene – Parody Release - The Dark Knight XXX: A Porn Parody avec Brendon Miller